# Selm

Selm est une ville allemande de l'arrondissement d'Unna en Rhénanie-du-Nord-Westphalie. Le maire actuel est Mario Löhr. La ville a été créée par l'union de trois villages : Selm, Bork et Cappenberg. Heinrich Friedrich Karl vom Stein y est décédé, dans le Monastère de Cappenberg.

## Géographie
La ville de Selm se situe à 111 mètres au-dessus du niveau de la mer. Elle est caractérisée par un climat océanique et, l'été, un climat tempéré (Classification de Köppen).

## Histoire
Les premières traces de personnes vivant dans la zone datent de la première moitié de l'âge de pierre. Le premier document écrit contenant le nom de Selm ( Seliheim ) date de 858. Le nom actuel se serait par la suite développé depuis « Selheim » et « Selhem ». L'industrialisation arrive à Selm avec la mine de charbon Hermann. Cette dernière ferme en 1926.

## Historique des populations
Le nombre d'habitants indiqué est celui recensé au 31 décembre de chaque année.
| Année | Habitants |
| ----- | --------- |
| 1998  | 26 842    |
| 1999  | 26 967    |
| 2000  | 27 240    |
| 2001  | 27 389    |
| 2002  | 27 448    |
| 2003  | 27 490    |
| 2004  | 27 496    |
| 2005  | 27 472    |
| 2006  | 27 456    |

## Jumelages
Walincourt-Selvigny (France)